# Adixoa alterna
Adixoa alterna is een vlinder uit de familie wespvlinders (Sesiidae), onderfamilie Sesiinae.
Adixoa alterna is voor het eerst wetenschappelijk beschreven door Walker in 1865. De soort komt voor in het Oriëntaals gebied.